# Rhinichthys evermanni
Rhinichthys evermanni är en fiskart som beskrevs av Snyder, 1908. Rhinichthys evermanni ingår i släktet Rhinichthys och familjen karpfiskar. Inga underarter finns listade i Catalogue of Life.